# Composant discret
Un composant discret, composant électronique discret ou élément discret est un composant électronique de base dont le rôle est de réaliser une fonction élémentaire.  
Les composants électroniques sont habituellement classifiés de différentes façons. On peut distinguer entre composants passifs et actifs, selon qu'ils peuvent ou non augmenter l'amplitude d'un signal électrique. On classe également les composants selon la puissance qui peut les traverser et selon le mode de montage : par vissage, enfichage, sertissage, brasage ; composant à broches ou composant monté en surface.
La catégorie « composant discret » regroupe les composants qui n'ont qu'une fonction élémentaire, par opposition au circuit intégré et au circuit hybride (en) ,.

## Description
Un composant discret peut être soit passif, soit actif. Il se distingue du circuit intégré et du circuit hybride qui intègrent plusieurs fonctions actives et passives dans un même boîtier. 
La miniaturisation progressive imposée par l'amélioration des performances, ainsi que les progrès réalisés dans le domaine des semi-conducteurs poussent à la disparition progressive de nombreux composants discrets. Ils sont toujours utilisés dans les domaines qui gèrent de fortes puissances comme l'électronique de puissance, l'électrotechnique, etc. Leur emploi se justifie également dans la réalisation de prototypes et de petites séries ou dans l'éducation.

## Classification

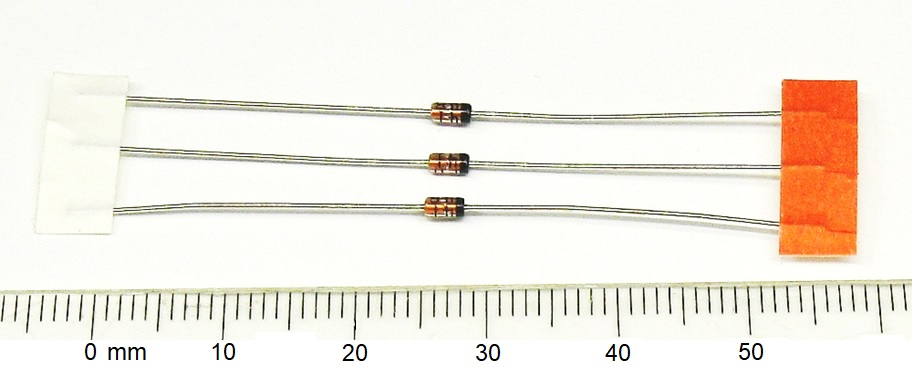
Diodes 1N4148.

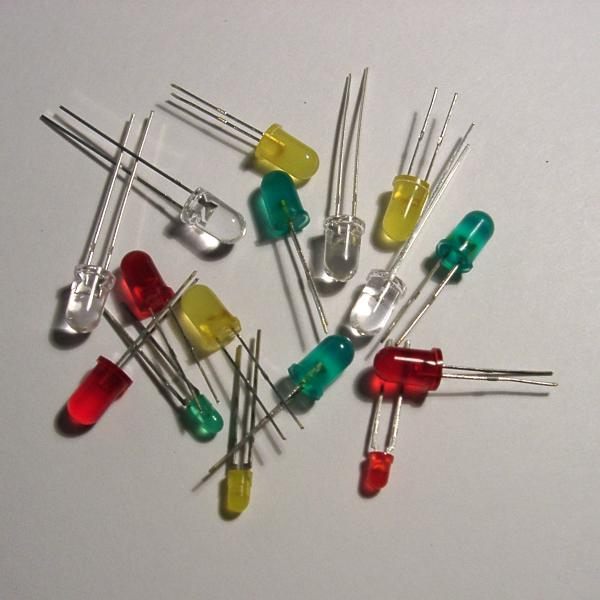
Composants discrets : diodes électroluminescentes.

La distinction entre « composant discret » et « circuit intégré » concerne en premier lieu la théorie des circuits. Les schémas électriques utilisent des définitions idéales de composants — conducteurs sans impédance ni diaphonie, résistances sans réactance, etc. — et les éléments matériels dont les caractéristiques ressemblent le plus, à ceux des schémas sont dits « discrets », tandis que ceux qui remplacent un assemblage de ces éléments sont dits « intégrés ».
Cette distinction appartient au langage courant, plutôt qu'à la technologie. De nombreux composants électroniques considérés comme discrets sont réalisés grâce à des procédés d'intégration proches ou identiques à ceux utilisés pour les circuits intégrés : un transistor Darlington comprend deux éléments semiconducteurs, etc.
Exemples de quelques composants discrets passifs
- résistance,
- condensateur,
- inductance,
- transformateur électrique,
- diode simple.

Exemples de quelques composants discrets actifs
- transistor,
- tube électronique à grille de commande,
- diode à avalanche, à résistance négative,
- magnétron.